# Idre Fjäll
Idre Fjäll (ook wel Idrefjäll) is een wintersportgebied in het midden van Zweden, gelegen in het laaggebergte van Dalarnas län. Het skigebied is gesitueerd op ongeveer 10 kilometer afstand van het dorpje Idre in de gemeente Älvdalen, niet ver van de grens met Noorwegen. Het gebied heeft 27 liften, 41 afdalingen en een valhoogte van 307 meter. Het gebied werd in 1968 geopend.